# 不器用な天使 (浅香唯の曲)
「不器用な天使」（ぶきようなてんし）は、1998年8月26日に発売された浅香唯（YUI名義）の24枚目のシングル。

## 解説
- 前作「Ring Ring Ring」より1年ぶりの復帰第2弾シングル。
- 移籍2作目にしてメルダックにおける最後のシングルとなり、新曲のCDリリースは7年後の「笑顔の私」まで途絶えることになる。
- アーティスト名「YUI」の使用も本作で最後。以降のライブ活動やCDリリースにあたっては、名前を「浅香唯」に戻している。
- この曲を携えて、同年12月にライブ・ツアー『YUI LIVE Well, Well, Well'98』が東京・大阪・名古屋で開催された。

## 収録曲
- 両楽曲共に、作詞：YUI／編曲：野中則夫

1. 不器用な天使
作曲：都志見隆
2. もっと誰よりも輝いて
作曲：Haward Killy

## 関連作品
- 不器用な天使
  - CRYSTALS 〜25th Anniversary Best〜
  - 浅香唯 30周年記念コンプリートBOX
- もっと誰よりも輝いて
  - 浅香唯 30周年記念コンプリートBOX